# En presència d'un clown
En presència d'un clown (títol original en suec: Larmar och gör sig till) és un telefilm suec dirigit per Ingmar Bergman, difós l'1 de novembre de 1997 i doblat al català.

## Argument
Karl Åkerblom, inventor, té 54 anys i és un gran admirador de Franz Schubert. Un dia, veu un pacient de l'hospital psiquiàtric d'Akademiska a Upsal·la que intenta matar la seva promesa, Pauline Thibautinent. Junts, així com amb el professor Osvald Vogler, tiraran endavant el projecte de rodar una pel·lícula sonora en viu. El rodatge pren aspectes alegres, d'excursió desenfrenada. Es dirà L'alegria de la noia alegre.

## Repartiment
- Börje Ahlstedt: Oncle Carl Åkerblom
- Marie Richardson: Pauline Thibualt
- Erland Josephson: Osvald Vogler
- Pernilla August: Karin Bergman
- Anita Björk: Anna Åkerblom
- Agneta Ekmanner: Klovnen Rigmor
- Lena Endre: Märta Lundberg
- Gunnel Fred: Emma Vogler
- Gerthi Kulle: Germana de Stella
- Johan Lindell: Johan Egerman
- Peter Stormare: Petrus Landahl
- Folke Asplund: Fredrik Blom
- Anna Björk: Mia Falk
- Inga Landgré: Alma Berglund
- Alf Nilsson: Stefan Larsson
- Harriet Nordlund: Karin Persson
- Tord Peterson: Algot Frövik
- Birgitta Pettersson: Hanna Apelblad
- Ingmar Bergman: Malalt